# Comuna Velîkîi Vîstorop, Lebedîn
Velîkîi Vîstorop (în ucraineană Великий Вистороп) este o comună în raionul Lebedîn, regiunea Sumî, Ucraina, formată din satele Pereliskî, Suprunî și Velîkîi Vîstorop (reședința).

## Demografie
Componența lingvistică a comunei Velîkîi Vîstorop
     Ucraineană (96,26%)
     Rusă (2,66%)
     Belarusă (1,08%)
Conform recensământului din 2001, majoritatea populației comunei Velîkîi Vîstorop era vorbitoare de ucraineană (96,26%), existând în minoritate și vorbitori de rusă (2,66%) și belarusă (1,08%).